# Independence of the Seas
O Independence of the Seas é um navio de passageiros operado pela Royal Caribbean International e construído pelos estaleiros da Aker Yards Oy em Turku, Finlândia. É a terceira e última embarcação da Classe Freedom de cruzeiros depois do Freedom of the Seas e do Liberty of the Seas.
Em 2006, o nome oficial do navio foi lançado pela Royal Caribbean. Com 160,000 toneladas totais, ele junto com seus irmãos Freedom of the Seas e Liberty of the Seas eram os maiores navios em tamanho e de capacidade de transporte de passageiros do mundo já construídos, sendo superados pelos navios da Classe Oasis, lançados a partir de 2009. Possui cerca de 339 metros de comprimento e tem velocidade de 21,6 nós (40Km/h).

## Cabines
Todos os quartos internos do Independence of the Seas caracterizam-se por ter banheiros privativos, multiplas opções de camas, armários, televisões de tela plana, contam com 250 tipos de lençóis e telefone para uso no navio.

## Atrações
O Independence of the Seas possui Parque Aquático (incluindo o FlowRider, um gerador de ondas dentro do navio), uma piscina dedicada aos esportes (Vôlei e basquete) e piscinas de giro espalhadas por toda a lateral do navio. Além de ter uma loja especializada em cafés e uma livraria, Sorrento's Pizzaria e Ben and Jerry's ice cream shop (Sorvetes Ben e Jerry). Outras atrações incluem parede de escalada, patinação no gelo, compatibilidade com rede Wi-Fi por todo o navio, TVs de plasma em todos os quartos e total conectividade com a rede de celular.